# Arenostola rufula
Arenostola rufula là một loài bướm đêm trong họ Noctuidae.